# Ptolemaios IV. Filopatór
Ptolemaios IV. zvaný Filopatór (řecky Πτολεμαίος Φιλοπάτωρ, vládl 221 – 204 př. n. l., syn Ptolemaia III. a Berenikce II., byl čtvrtým egyptským faraonem z dynastie Ptolemaiovců. Za vlády Ptolemaia IV. Filopatóra začala ptolemaiovská říše upadat. Vnuk Ptolemaie II. nejen sledoval lehkost a potěšení, pro poživačný život, literární a estetické smyslnosti mu naplňovali jeho života, ale byl lhostejný k charakteru lidí, kterým dovolil řídit záležitosti království, pokud mu poskytovali prostředky pro pohodlný život. S vládou si příliš starostí nedělal. Muž, který skutečně vládl ptolemaiovské říši za Filopatóra, byl ministr Sosibius, syn Dioskuridův.

## Vláda

Lokalita bitvy u Raphia

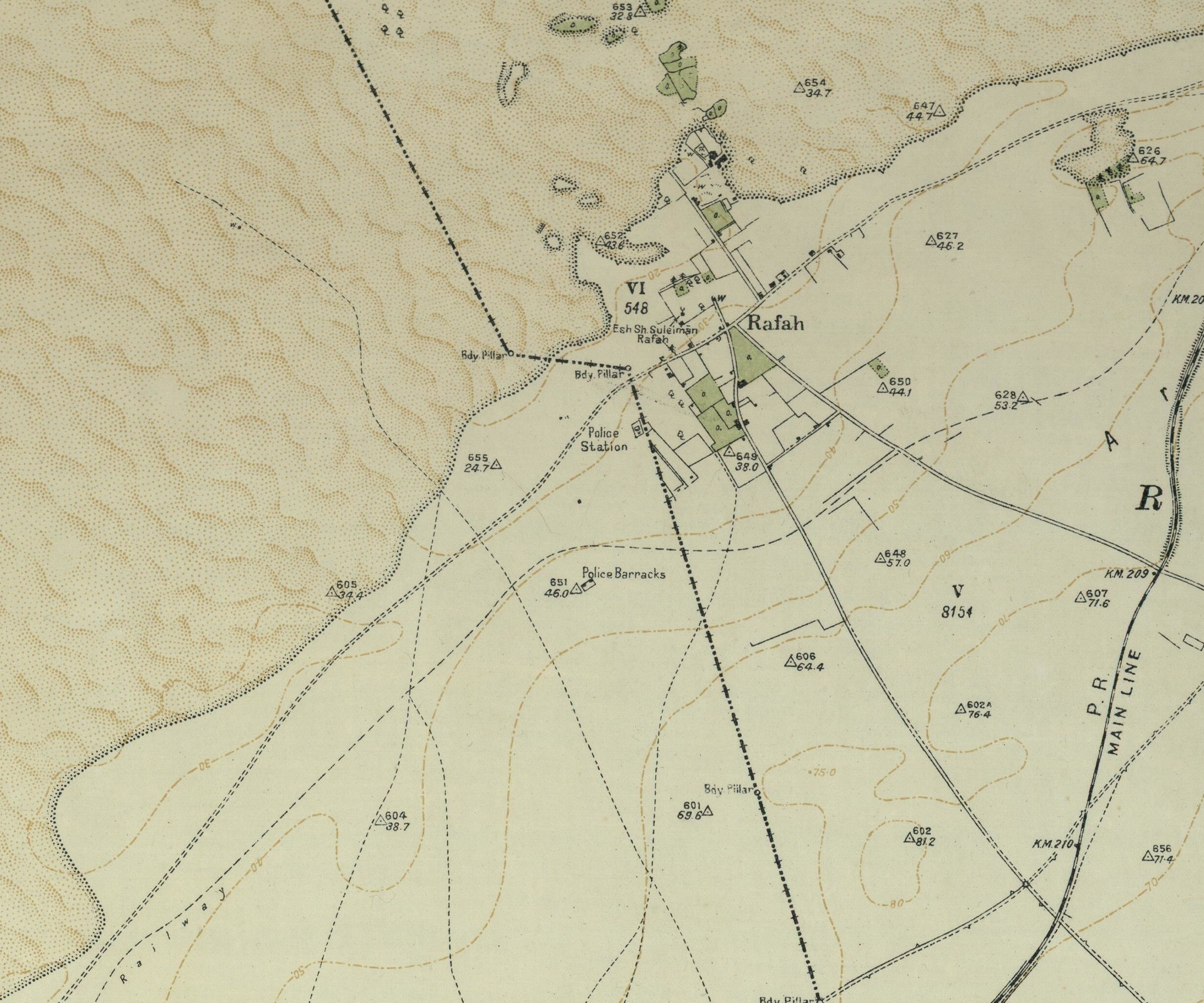
Město Raphia, skice 1931

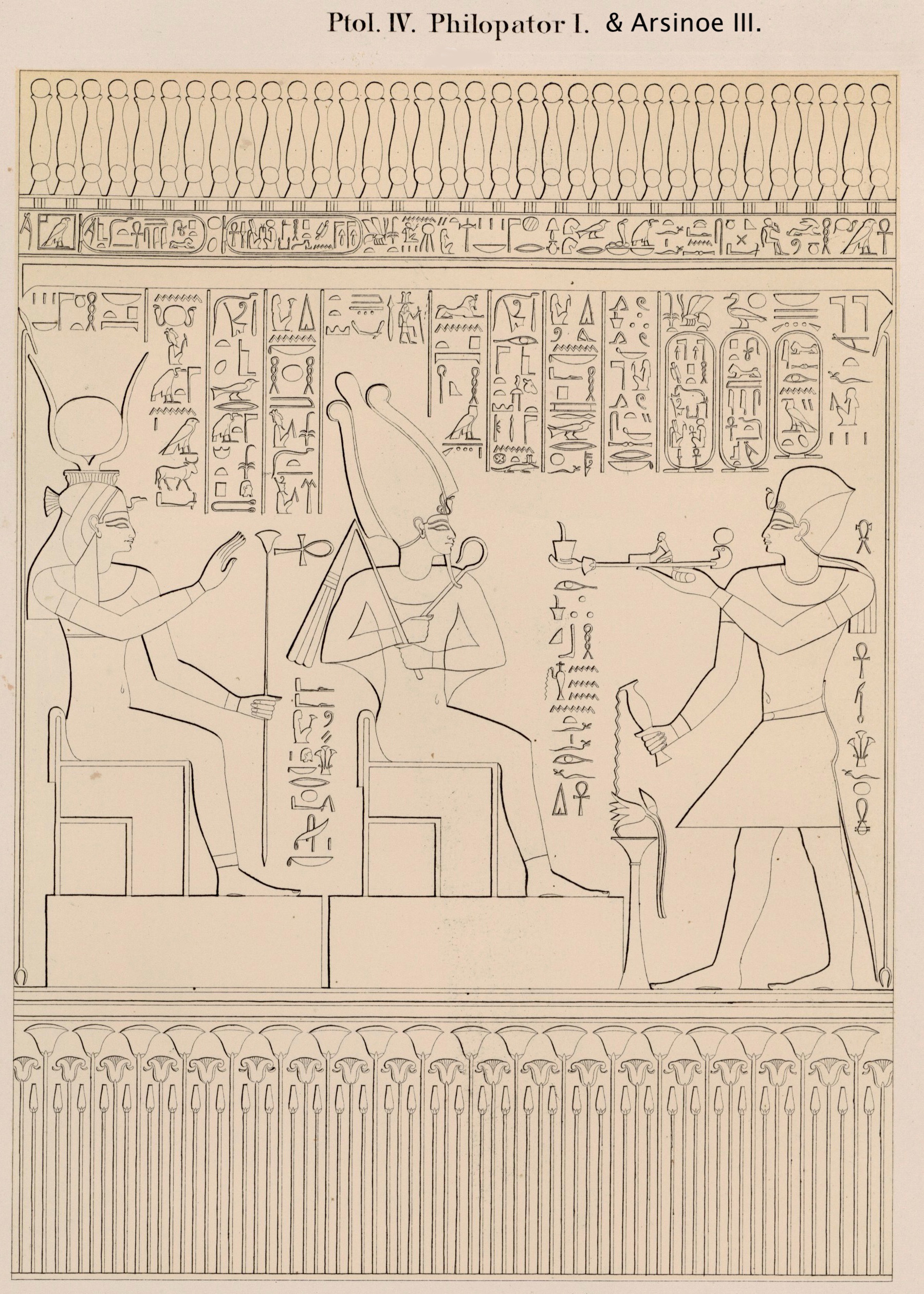
Ptolemaios IV. a manželka Arsinoé III., reliéf v chrámu Hathor Deir el-Medina

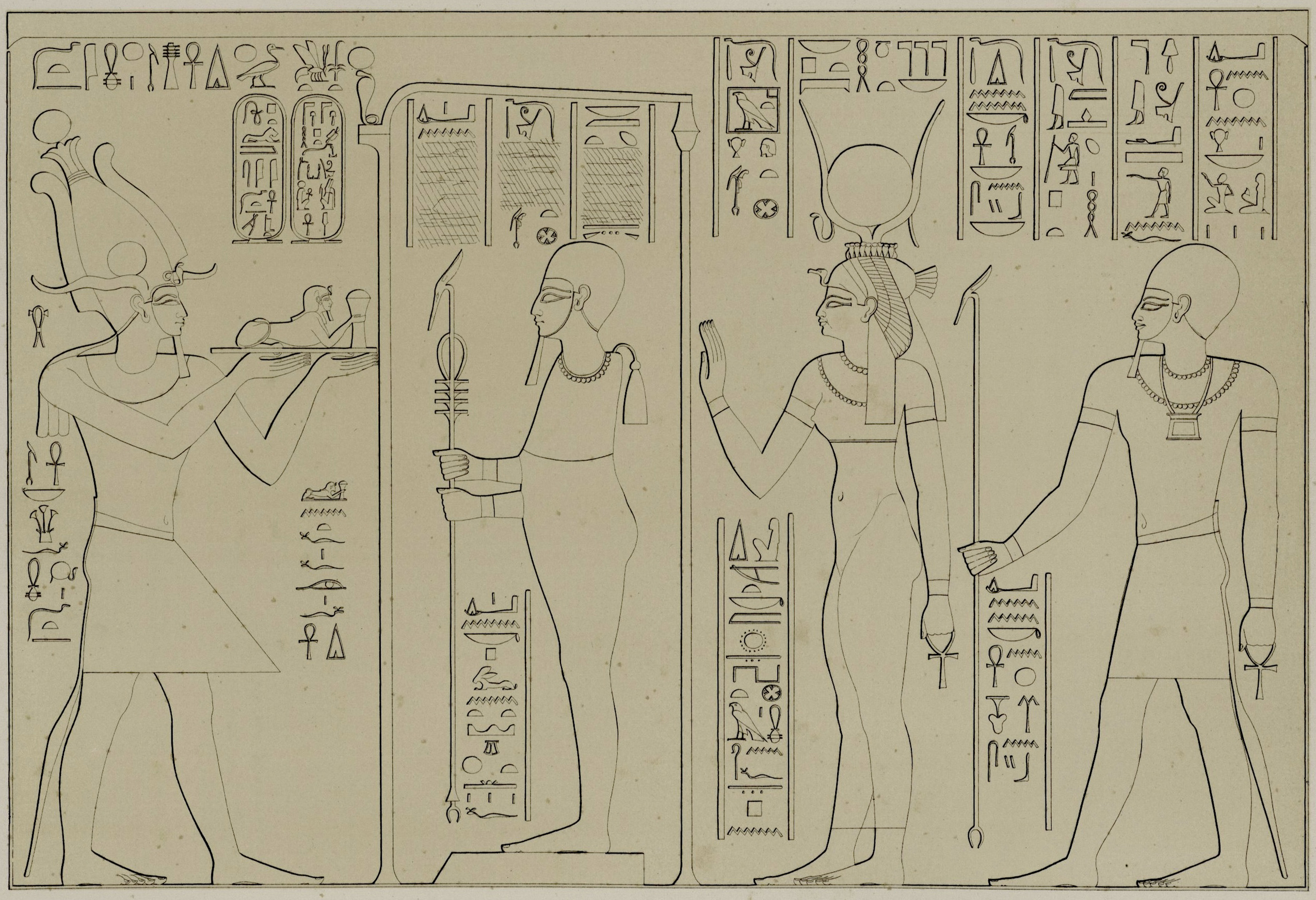
Ptolemaios IV. dává dary bohům; zleva Ptolemaios IV.Filopatór, Ptah, Hathor, dvořanu Imhotepovi

Někdy mezi říjnem a prosincem 222 př. n. l. zemřel Ptolemaios III. a Ptolemaios IV. byl korunován králem. Novému králi bylo asi dvacet let a byl pod silným vlivem dvou prominentních aristokratů, zejména dvořanů Sosibia a Agathokla bratra Agathocley, milenky Ptolemaia IV.Po nástupu na trůn Ptolemaia IV. Sosibius připravil rozsáhlou čistku královské rodiny, umluvil Ptolemaios IV. aby zlikvidoval každého, kdo by se mu mohl postavit a ohrozit jeho výsostnou pozici u dvora. V této době byl pravděpodobně zavražděn strýc Ptolemaia IV., Lysimachos . Věřilo se, že jeho matka Berenice II. podporovala jeho mladšího bratra Magase, který zastával vojenské velení a byl v armádě oblíbený, takže bylo nasnadě, aby Magas byl odstraněn, ve své koupeli byl opařen k smrti. Berenice II zemřela krátce poté, když byla otrávena. Naproti tomu starší sestra Ptolemaia IV., Arsinoé III. s ním měla těsný vztah a v roce 220 př. n. l. si ji Philopator vzal za manželku., 
Vztahy v okruhu panovnické rodiny, četných rádců a prominentů, zatím neohrozily moc říše a chod její byrokratické správní struktury, která musela neustále odrážet útoky na ovládaná území na severu v Levantě. Stálé ohrožení přicházelo z Antiochie se seleukovcem Antiochem III., který usiloval o dobytí Palestiny. V roce 217 př. n. l. jeho vojska postoupila až k hranice Egypta, kde se střetl s Egypťany 21. června, kteří jej v bitvě u Raphie na hranici s Palestinou porazili. Neočekávané vítězství nad seleukovském Antiochem III. podařilo udržet kontrolu nad Palestinou. Tím, že vyzbrojil Egypťany pro svou válku proti Antiochovi, měl Ptolemaios na krátkou dobu vynikající nápad, ale nebral v úvahu budoucnost. Vojáci, pyšní na své vítězství u Raphie, už nebyli ochotni poslouchat rozkazy, ale hledali vůdce v domnění, že by si ho mohli zvolit sami. A krátce poté tak skutečně učinili.

Synod kněží v Memfis k příležitosti tohoto vítězství nechal zhotovit stélu "Raphie dekret", datovanou 11.11.217 př. n. l. a nalezenou 1799, kde tento jejich výnos uvádí reakci egyptských kněží na velké vítězství nad Syřany v roce 217 př. n. l. Je vytesána v Chrámu boha Ptaha v Memfis; úvodní trojjazyčný text stély uvádí:
| „          | Vzhledem k tomu, že dobrodiní krále Ptolemaia, syna Ptolemaia a královny Arsinoë, bohů dobrodinců, udělilo výhody službě bohům z důvodu zájmu, který vždy projevoval o to, co se týká jejich cti. Stalo se, že všichni egyptští bohové se svými bohyněmi šli před ním a nasměrovali ho na cestu a chránili ho, když vyšel do země Asyřanů a do země Féničanů. Udělili mu zjevení, oznámili mu a prostřednictvím snu mu dali věštbu, že porazí své nepřátele a že oni (kněží) sami od něj neodejdou v hodinách nebezpečí, ale budou stát při něm, aby ho chránili. | “ |
| — překlad: | |   |

Na vojenské expedice a další náklady paláce vládci uvalili v Dolním Egyptě daň ze sklizně a v Horním Egyptu daň z výkonu úřadu, takže i vesnický písař musel platit provizi z jmenování, také to byla daň z pronajaté půdy. Stát zavedl nový ekonomický režim v celém Egyptě, který přeměňoval stále více půdy na produkci pšenice, využívání zprostředkovatelů k vybírání příjmů a maximalizace zdanění všemi možnými prostředky. V důsledku toho ptolemaiovský Egypt předstihl všechny ostatní helénistické státy v bohatství a moci. Ale tato politika také plodila nestabilitu a iniciovaly častá povstání. Šestý až osmý zákon kolapsu společnosti se naplnil.

## Vzpoura 206 př.n.l.
Sociální nepokoje vypukly v Dolním Egyptě, které iniciovali válkou zocelení egyptští vojáci po bitvě u Raphie v deltě Nilu, rabovali vesnice, rolníci je opouštěli a žili jako psanci . Bandité zaútočili na řeckou posádku a egyptský chrám, oba symboly represe. Makedonští a Seleukovští králové Ptolemaiovi IV. nabídli svou pomoc , čímž odložili své dynastické soupeření tváří v tvář tomu domorodému povstání, ale s malým úspěchem. Svoji účast vyjádřila Římská republika pověřeným vyslancem. Během několika let v dolním Egypt zuřila občanská válka. Ta se přenesla i do Horního Egyptu, kde přetrvávala zášť proti vládě v Alexandrii. V Thébách se rebelové v roce 205 př. n. l. ujali moci. Jejich vůdci Horwenneferovi    bylo přiznáno kněžství Amona a na podzim 205 př. n. l., se prohlásil faraonem a prakticky celý Horní Egypt byl pod jeho vládou, od Abydosu na severu, až po Inerty (Gebelein) na jihu. Zemské desky byly zničeny, nenáviděná daň režimu byla zrušena a Řekové byli nuceni opustit své domovy. Pro obnovení vlády v Horním Egyptu Ptolemaios IV. přerušil probíhající zahraniční intervence a snažil se o obnovení dobrých vztahů s králem Nubie Arqamani v Meroë a spolupráci při výstavbě chrámu pro nubijské bohy, jak dokládají nápisy v chrámu v Philae a chrámu v Kalabchah
Povstání, které se v Thébách legalizovalo, přežilo Ptolemaie IV. a prakticky celou doby vlády následníka Ptolemaios V. Epifanése, než se jej podařilo urovnat, a to až po rozsáhlých ekonomických a správních reformách

## Ptolemaios IV. úmrtí

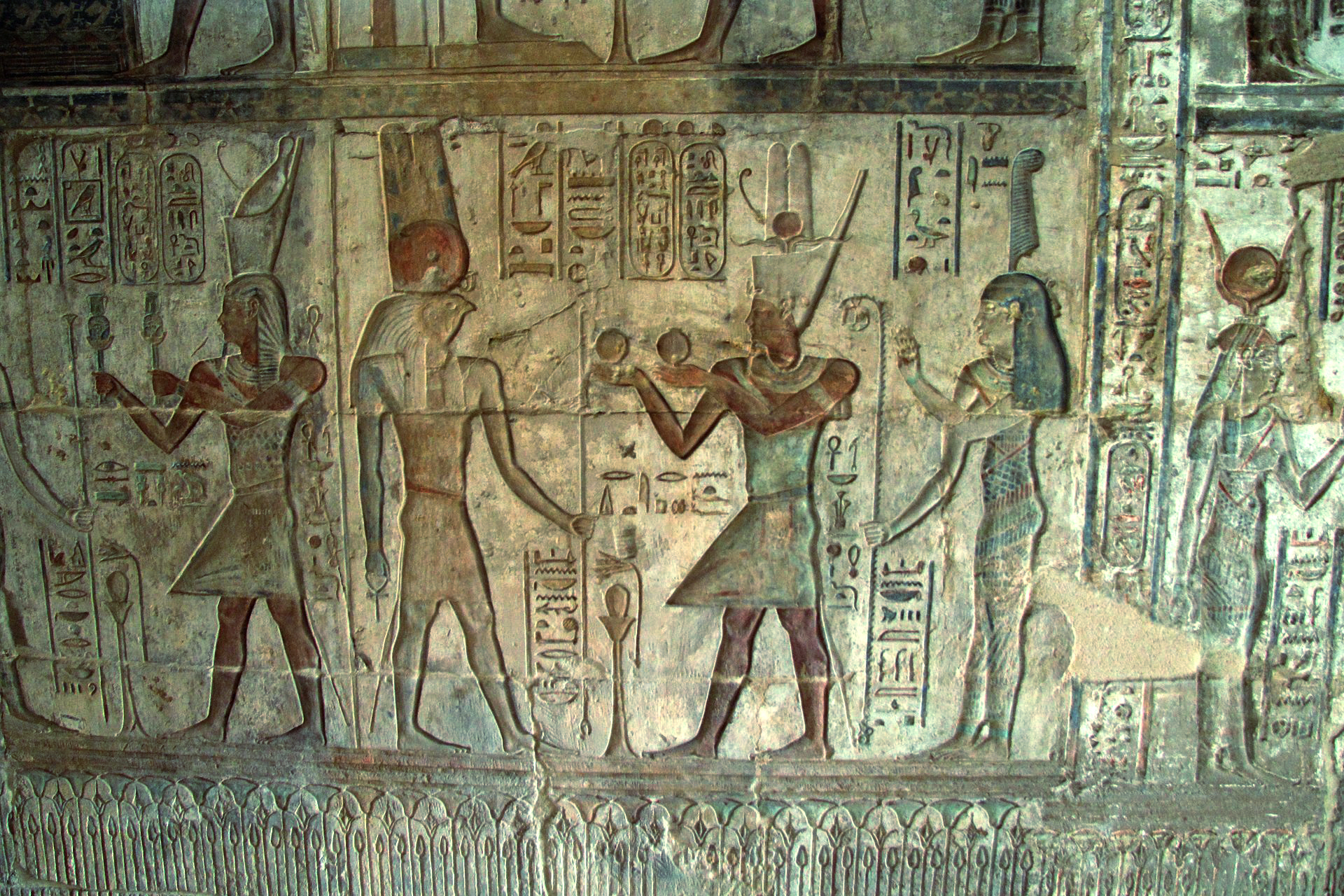
Chrám Deir el-Medina; zleva: Arsinoe III., bůh Montu-Ra, Ptolemaios IV., bohyně Maat, bohyně Hathor

Uprostřed tohoto konfliktu, v červenci nebo srpnu 204 př. n. l., za nejasných okolností, zemřel Ptolemaios IV. Zmiňuje požár v paláci. V této době také mu zemřela manželka Arsinoé III., krátce před svou vlastní smrtí. Podle Polybia byla zavražděna Sosibiem. Po několika dnech, během kterých byla smrt utajena, byl jeho šestiletý syn Ptolemaios V. Epifanés formálně prohlášen králem, avšak jeho regenty se stali Sosibius a ministr Agathocleus, bratr Agathocles. Řešení vzpoury a rozkladu říše tak přešlo jako dědictví na mladého následníka.